# Морейра, Клейтон
Клейтон де Соза Морейра (люкс. Clayton de Sousa Moreira; род. 24 февраля 1988, Прая, Кабо-Верде) — люксембургский футболист, полузащитник клуба «Ф91 Дюделанж». Выступал в сборной Люксембурга.

## Биография

### Клубная карьера
Выступал за молодёжную команду люксембургского «Женесса». В 2004 году попал в основной состав. В августе 2007 года в одном из матчей чемпионата Люксембурга получил травму — перелом голени-малоберцовой связки. Клейтон Морейра играет под 2 номером.

### Карьера в сборной
Выступал за молодёжную сборную Люксембурга до 21 года. С 2006 года выступает за национальную сборную Люксембурга.